# Віртуальне з'єднання
Віртуальне з'єднання (ВЗ), віртуальний канал (ВК) (англ. VC - Virtual Circuit) - канал зв'язку в мережі комутації пакетів, який з'єднує двох і більше абонентів, і складається з послідовних фізичних ланок системи передачі між вузлами зв'язку (комутаторами), а також з фізичних і логічних ланок всередині комутаторів на шляху між зазначеними абонентами. Логічна ланка керує фізичною ланкою і вони обидва одночасно організовуються на етапі встановлення наскрізного ВЗ між абонентами. 
Логічна ланка являє собою запис в пам'яті комутатора відповідності ідентифікатора вхідного логічного каналу (ЛК), очікуваного в заголовку пакета на даному вхідному фізичному порті, ідентифікатора вихідного ЛК і номера вихідного фізичного порту. 
Як тільки на даному вхідному порті з'являється пакет для передачі, логічна ланка активується і задіє відповідну фізичну ланку, яка за допомогою комутаційного поля передає пакет в вихідний порт. При цьому вхідний ідентифікатор ЛК (ІЛК) в заголовку пакета замінюється на вихідний ІЛК. Таким чином, крім фізичної комутації, здійснюється і логічна комутація. 
ВЗ забезпечує передачу пакетів зі збереженням їх початкової послідовності  ( «строго один за одним»). Кожен такий пакет містить тільки ідентифікатор найближчого логічного каналу в ланці, і не несе повну адресну інформацію місця призначення, на відміну від дейтаграм . При роз'єднанні ВЗ відповідні йому записи в пам'яті комутаторів стираються, і на їх місце можуть бути записані дані нового ВЗ. 

## Концепція ВЗ
Згідно з книгою одного з піонерів комутації пакетів і співробітника Національної фізичної лабораторії Великої Британії Дональда Девіса і співавторів, концепція віртуального каналу була запропонована в дослідженнях корпорації Ренд, США  . Однак тоді під віртуальним каналом, або точніше, віртуальним з'єднанням (англ. VC - Virtual Connection)  розумілося з'єднання, яке встановлюється за запитом кінцевого користувача мережі з іншим кінцевим користувачем мережі з тим, що сама мережа представлялася користувачеві як «чорний ящик із з'єднанням, встановленим через всю територію Сполучених Штатів»  . Цей «чорний ящик» був проектованою розподіленою мережею з децентралізованим прийняттям рішень кожним комутатором, що «навчається», при використанні адаптивної маршрутизації. Мережа призначалася для роботи в екстремальних ситуаціях, з виходом із ладу її елементів, і мови про реалізацію ВЗ всередині мережі не йшло. 
Термін «віртуальний» в цій статті підкреслює той факт, що, хоча канал і існує постійно впродовж сеансу зв'язку між абонентами, але при відсутності активності кореспондуючих сторін фізичні ресурси, через які проходить дане ВЗ, такі як тракти передачі між вузлами мережі, і відповідні ділянки комутаційних полів цих вузлів виділені не тільки під дане ВЗ, але можуть використовуватися і іншими ВЗ. А також і при активності всіх сторін фізичні ресурси можуть використовуватися спільно, за принципом статистичного мультиплексування пакетів (ін. словами, мультиплексування на вимогу  ). 
Таким чином, ВЗ має деякі властивості як комутації каналів — за рахунок збереження вихідного порядку проходження пакетів, так і комутації пакетів — за рахунок можливості їх статистичного мультиплексування. 
ВЗ можуть бути як комутованими (англ. SVC - Switched Virtual Circuit) з ініціативи абонентів за допомогою відповідної технічної процедури по типу набору номера в звичайній телефонній мережі, так і постійними (англ. PVC - Permanent Virtual Circuit), що встановлюються за зверненням абонентів до адміністрації мережі, на більш-менш тривалий термін, наприклад, на три місяці, півроку чи рік. 

### Приклад встановлення ВЗ

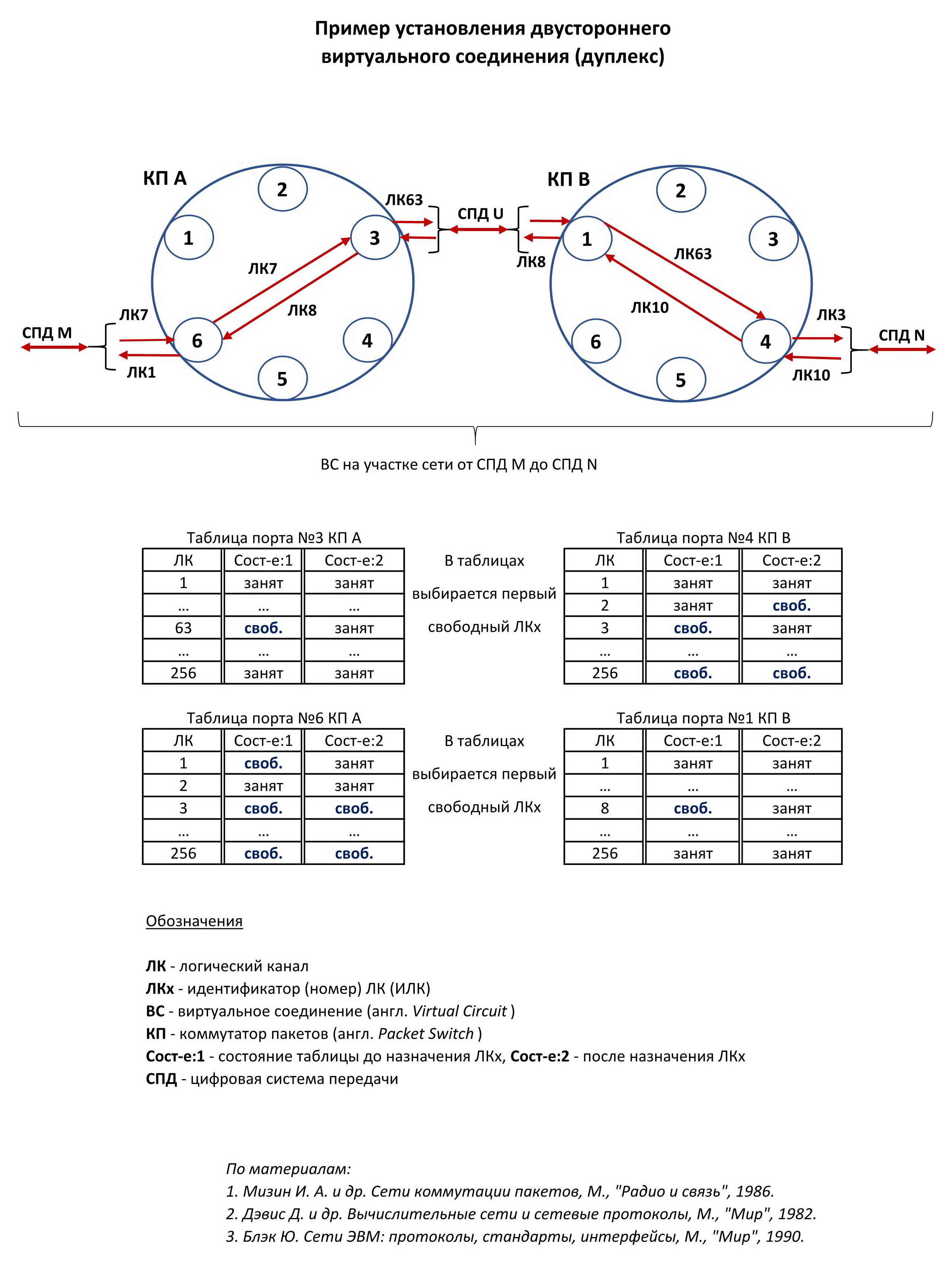
Приклад організації ВЗ

На малюнку, складеному за матеріалами   , показаний приклад встановлення комутованого двостороннього (дуплексного) ВЗ на ділянці мережі з комутацією пакетів. На кожну фізичну ланку цифровий системи передачі в комутаторах пакетів (КП) умовно виділено до 256 ідентифікаторів логічного каналу (ІЛК) на передачу і до 256 ІЛК на прийом, унікальних тільки в межах даної ланки, що дозволяє встановлювати максимум 256 дуплексних ВЗ. Таблиці показані тільки в частині логічної комутації, для них прийнято, що при встановленні ВЗ займається перший вільний зверху ІЛК. Наприклад, в таблиці порту № 3 КП А зайняті перші 62 ІЛК і так далі для інших таблиць. Після встановлення з'єднання таблиця переходить у 2-ий стан, при цьому якісь ІЛК можуть звільнитися, як, наприклад, ЛК2 в таблиці порту № 4 КП В. У реальних системах принцип заняття вільних ІЛК може відрізнятися. 

## Ієрархія ВЗ
Для зручності маршрутизації і комутації віртуальні з'єднання можуть «вкладатися» один в одного. Так, наприклад, в техніці ATM існує поняття віртуального шляху, як пучка з декількох ВЗ, оскільки на деяких ділянках мережі доцільно комутувати відразу пучок ВЗ, не розбираючи їх окремо. 
Для цього в заголовку комірки ATM розміщені ідентифікатор віртуального шляху (ІВШ) (англ. VPI - Virtual Path Identifier) і ідентифікатор віртуального каналу (ІВК) (англ. VCI - Virtual Channel Identifier)  . Поєднання ІВШ / ІВК виконує адресні функції при просуванні комірок по мережі. Деякі значення ІВШ / ІВК зарезервовані заздалегідь, на рівні специфікації протоколу, і використовуються для службових цілей. 